# Ronei Gebing
Ronei Gebing, mais conhecido como Ronei (Três Passos, 22 de setembro de 1998), é um futebolista brasileiro que atua como lateral-direito e volante. Atualmente, defende o Caxias.

## Carreira

### Antecedentes
Nascido em Três Passos, Rio Grande do Sul, Ronei começou sua trajetória no futebol aos 10 anos de idade. Quase todos os irmãos já haviam se mudado para a cidade de Encantado em busca de emprego. Em Encantado, Ronei ingressou na escolinha da cidade e encontrou Fernando Radaelli, o primeiro professor.
De 2010 a 2013, veio a primeira grande oportunidade: Jogar nas categorias de base do Juventude. Por questões do destino, os pais voltaram para Três Passos e Ronei, com 12 anos, passou a morar com o irmão de 18 e três vezes por semana se dirigia para Caxias do Sul para treinar.

### Chapecoense
Após uma pequena passagem no clube Encantado, Ronei chegou à Chapecoense em 2015, o garoto já marcou seu nome nas categorias de base do clube. Quando chegou em Chapecó, a Chapecoense ainda não havia conquistado nenhum título estadual de base. Logo em seu primeiro ano, foi titular e protagonista na conquista do Campeonato Catarinense Sub-17. Nos anos seguintes, a ascensão à categoria sub-20 e mais dois títulos: o Catarinense de 2016 e o de 2018, sendo relacionado ao elenco profissional em 2017 depois de disputar a Copa São Paulo de Futebol Júnior.
Fez sua estreia pela Chapecoense em 9 de fevereiro, entrando como substituto em uma derrota por 2 a 0 fora de casa para o Cruzeiro, pela Primeira Liga de 2017, sendo essa a sua única partida na sua primeira passagem pelo clube catarinense. No ano seguinte, Ronei se alternava entre a equipe sub-23 e a equipe profissional, sendo promovido em definitivo em 2019.
Sua reestreia aconteceu em 7 de abril de 2019, entrando como titular em uma derrota em casa para o Avaí por 2 a 1, pelo Campeonato Catarinense. Em 2020, Ronei ganhou mais oportunidades com a chegada do técnico Umberto Louzer e sequência na titularidade da equipe da Chapecoense, inclusive na campanha da conquista do Campeonato Catarinense e da conquista da Série B.

### Brusque
No dia 22 de dezembro de 2023, após seis anos na Chapecoense, Ronei foi anunciado pelo Brusque, por um contrato válido até dezembro de 2024.

### Caxias
Em 6 de janeiro de 2025, o Caxias anunciou a contratação de Ronei, sendo o 20º contratado para a temporada grená.

## Estatísticas
Atualizado até 6 de janeiro de 2025.

### Clubes
| Equipe            | Temporada         | Campeonato nacional | Campeonato nacional | Campeonato nacional | Copa nacional[a] | Copa nacional[a] | Copa nacional[a] | Competições continentais[b] | Competições continentais[b] | Competições continentais[b] | Outros torneios[c] | Outros torneios[c] | Outros torneios[c] | Total | Total | Total   |
| Equipe            | Temporada         | Jogos               | Gols                | Assist.             | Jogos            | Gols             | Assist.          | Jogos                       | Gols                        | Assist.                     | Jogos              | Gols               | Assist.            | Jogos | Gols  | Assist. |
| ----------------- | ----------------- | ------------------- | ------------------- | ------------------- | ---------------- | ---------------- | ---------------- | --------------------------- | --------------------------- | --------------------------- | ------------------ | ------------------ | ------------------ | ----- | ----- | ------- |
| Chapecoense       | 2017              | —                   | —                   | —                   | —                | —                | —                | —                           | —                           | —                           | 1                  | 0                  | 0                  | 1     | 0     | 0       |
| Chapecoense       | 2018              | —                   | —                   | —                   | 0                | 0                | 0                | —                           | —                           | —                           | —                  | —                  | —                  | 0     | 0     | 0       |
| Chapecoense       | 2019              | 1                   | 0                   | 0                   | —                | —                | —                | —                           | —                           | —                           | 1                  | 0                  | 0                  | 2     | 0     | 0       |
| Chapecoense       | 2020              | 23                  | 0                   | 0                   | —                | —                | —                | —                           | —                           | —                           | 9                  | 0                  | 0                  | 32    | 0     | 0       |
| Chapecoense       | 2021              | 16                  | 0                   | 0                   | 2                | 0                | 0                | —                           | —                           | —                           | 13                 | 1                  | 0                  | 31    | 1     | 0       |
| Chapecoense       | 2022              | 29                  | 0                   | 0                   | —                | —                | —                | —                           | —                           | —                           | 6                  | 0                  | 0                  | 35    | 0     | 0       |
| Chapecoense       | 2023              | 19                  | 0                   | 1                   | 1                | 0                | 0                | —                           | —                           | —                           | 8                  | 0                  | 0                  | 28    | 0     | 1       |
| Chapecoense       | Total             | 88                  | 0                   | 1                   | 3                | 0                | 0                | 0                           | 0                           | 0                           | 38                 | 1                  | 0                  | 129   | 1     | 1       |
| Brusque           | 2024              | 11                  | 0                   | 0                   | 1                | 0                | 0                | —                           | —                           | —                           | 14                 | 0                  | 0                  | 26    | 0     | 0       |
| Brusque           | Total             | 11                  | 0                   | 0                   | 1                | 0                | 0                | 0                           | 0                           | 0                           | 14                 | 0                  | 0                  | 26    | 0     | 0       |
| Caxias            | 2025              | 0                   | 0                   | 0                   | 0                | 0                | 0                | —                           | —                           | —                           | 0                  | 0                  | 0                  | 0     | 0     | 0       |
| Caxias            | Total             | 0                   | 0                   | 0                   | 0                | 0                | 0                | 0                           | 0                           | 0                           | 0                  | 0                  | 0                  | 0     | 0     | 0       |
| Total na carreira | Total na carreira | 99                  | 0                   | 1                   | 4                | 0                | 0                | 0                           | 0                           | 0                           | 52                 | 1                  | 0                  | 155   | 1     | 1       |

- a. ^ Jogos da Copa do Brasil
- b. ^ Jogos da Copa Libertadores da América e da Copa Sul-Americana
- c. ^ Jogos de campeonatos, copas estaduais e outros torneios

## Títulos
Chapecoense
- Campeonato Catarinense: 2017, 2020
- Campeonato Brasileiro - Série B: 2020